# Giro de Lombardía 2024
La 118.ª edición del Giro de Lombardía (oficialmente: Il Lombardia), quinto y último monumento de ciclismo de la temporada, se celebró el 12 de octubre de 2024 sobre una distancia de 252 kilómetros con inicio en la ciudad de Bérgamo y final en la ciudad de Como en Italia.
La carrera formó parte del UCI WorldTour 2024, siendo la trigésima cuarta competición del calendario de máxima categoría mundial. Por cuarta edición consecutiva, el vencedor fue el esloveno Tadej Pogačar del UAE Emirates. En esta ocasión estuvo acompañado en el podio por el belga Remco Evenepoel del Soudal Quick-Step y el italiano Giulio Ciccone del Lidl-Trek, segundo y tercer clasificado respectivamente.

## Equipos participantes
Tomaron parte en la carrera un total de 25 equipos, de los cuales asistieron por derecho propio los 18 equipos de categoría UCI WorldTeam y 7 equipos de categoría UCI ProTeam invitados por la organización, quienes conformaron un pelotón de 175 ciclistas de los cuales finalizaron 119. Los equipos participantes fueron:
| WorldTeams (18)- Alpecin-Deceuninck - Arkéa-B&B Hotels - Astana Qazaqstan Team - Bahrain Victorious - Cofidis - Decathlon-AG2R La Mondiale - EF Education-EasyPost - Groupama-FDJ - Ineos Grenadiers - Intermarché-Wanty - Lidl-Trek - Movistar Team - Red Bull-Bora-Hansgrohe - Soudal Quick-Step - Team dsm-firmenich PostNL - Team Jayco AlUla - Team Visma \| Lease a Bike - UAE Team Emirates ProTeams (7)- Team Corratec-Vini Fantini - Israel-Premier Tech - Lotto Dstny - Polti Kometa - Tudor Pro Cycling Team - Uno-X Mobility - VF Group-Bardiani CSF-Faizané |
| |

## Clasificación final
La clasificación finalizó de la siguiente forma:
| \| Clasificación general \| Clasificación general \| Clasificación general \| Clasificación general \| Clasificación general \| \| Ciclista \| Ciclista \| Equipo \| Tiempo \| \| \| --------------------- \| --------------------- \| ----------------------------- \| --------------------- \| --------------------- \| \| 1.º \| Tadej Pogačar \| UAE Team Emirates \| 6 h 04 min 58 s \| \| \| 2.º \| Remco Evenepoel \| Soudal Quick-Step \| + 3 min 16 s \| \| \| 3.º \| Giulio Ciccone \| Lidl-Trek \| + 4 min 31 s \| \| \| 4.º \| Ion Izagirre \| Cofidis \| + 4 min 34 s \| \| \| 5.º \| Enric Mas \| Movistar Team \| + 4 min 34 s \| \| \| 6.º \| Pavel Sivakov \| UAE Team Emirates \| + 4 min 34 s \| \| \| 7.º \| Lennert Van Eetvelt \| Lotto Dstny \| + 4 min 34 s \| \| \| 8.º \| Neilson Powless \| EF Education-EasyPost \| + 4 min 58 s \| \| \| 9.º \| David Gaudu \| Groupama-FDJ \| + 4 min 58 s \| \| \| 10.º \| Xandro Meurisse \| Alpecin-Deceuninck \| + 4 min 58 s \| \| \| 11.º \| Roger Adrià \| Red Bull-Bora-Hansgrohe \| + 4 min 58 s \| \| \| 12.º \| Bauke Mollema \| Lidl-Trek \| + 4 min 58 s \| \| \| 13.º \| Michael Storer \| Tudor Pro Cycling Team \| + 4 min 58 s \| \| \| 14.º \| Giulio Pellizzari \| VF Group-Bardiani CSF-Faizanè \| + 5 min 45 s \| \| \| 15.º \| Thymen Arensman \| Ineos Grenadiers \| + 7 min 06 s \| \| \| 16.º \| Nairo Quintana \| Movistar Team \| + 7 min 28 s \| \| \| 17.º \| Archie Ryan \| EF Education-EasyPost \| + 7 min 28 s \| \| \| 18.º \| Lorenzo Fortunato \| Astana Qazaqstan Team \| + 7 min 28 s \| \| \| 19.º \| Georg Zimmermann \| Intermarché-Wanty \| + 7 min 56 s \| \| \| 20.º \| Filippo Zana \| Team Jayco AlUla \| + 7 min 56 s \| \| |                     |                               |                 |
| |                     |                               |                 |
| Fuente: ProCyclingStats |                     |                               |                 |
| Clasificación general |                     |                               |                 |
| Ciclista | Ciclista            | Equipo                        | Tiempo          |
| 1.º | Tadej Pogačar       | UAE Team Emirates             | 6 h 04 min 58 s |
| 2.º | Remco Evenepoel     | Soudal Quick-Step             | + 3 min 16 s    |
| 3.º | Giulio Ciccone      | Lidl-Trek                     | + 4 min 31 s    |
| 4.º | Ion Izagirre        | Cofidis                       | + 4 min 34 s    |
| 5.º | Enric Mas           | Movistar Team                 | + 4 min 34 s    |
| 6.º | Pavel Sivakov       | UAE Team Emirates             | + 4 min 34 s    |
| 7.º | Lennert Van Eetvelt | Lotto Dstny                   | + 4 min 34 s    |
| 8.º | Neilson Powless     | EF Education-EasyPost         | + 4 min 58 s    |
| 9.º | David Gaudu         | Groupama-FDJ                  | + 4 min 58 s    |
| 10.º | Xandro Meurisse     | Alpecin-Deceuninck            | + 4 min 58 s    |
| 11.º | Roger Adrià         | Red Bull-Bora-Hansgrohe       | + 4 min 58 s    |
| 12.º | Bauke Mollema       | Lidl-Trek                     | + 4 min 58 s    |
| 13.º | Michael Storer      | Tudor Pro Cycling Team        | + 4 min 58 s    |
| 14.º | Giulio Pellizzari   | VF Group-Bardiani CSF-Faizanè | + 5 min 45 s    |
| 15.º | Thymen Arensman     | Ineos Grenadiers              | + 7 min 06 s    |
| 16.º | Nairo Quintana      | Movistar Team                 | + 7 min 28 s    |
| 17.º | Archie Ryan         | EF Education-EasyPost         | + 7 min 28 s    |
| 18.º | Lorenzo Fortunato   | Astana Qazaqstan Team         | + 7 min 28 s    |
| 19.º | Georg Zimmermann    | Intermarché-Wanty             | + 7 min 56 s    |
| 20.º | Filippo Zana        | Team Jayco AlUla              | + 7 min 56 s    |

## Ciclistas participantes y posiciones finales
Convenciones:
- AB-N: Abandono en la etapa N
- FLT-N: Retiro por llegada fuera del límite de tiempo en la etapa N
- NTS-N: No tomó la salida para la etapa N
- DES-N: Descalificado o expulsado en la etapa N

## UCI World Ranking
El Giro de Lombardía otorgó puntos para el UCI World Ranking para corredores de los equipos en las categorías UCI WorldTeam, UCI ProTeam y Continental. Las siguientes tablas son el baremo de puntuación y los diez corredores que obtuvieron más puntos:
| Posición   | 1.º | 2.º | 3.º | 4.º | 5.º | 6.º | 7.º | 8.º | 9.º | 10.º | 11.º | 12.º | 13.º | 14.º | 15.º | 16.º-20.º | 21.º-30.º | 31.º-50.º | 51.º-55.º | 56.º-60.º |
| Puntuación | 800 | 640 | 520 | 440 | 360 | 280 | 240 | 200 | 160 | 135  | 110  | 95   | 85   | 65   | 55   | 50        | 30        | 15        | 10        | 5         |

| Clasificación |                     |                       |        |
| Posición      | Ciclista            | Equipo                | Puntos |
| ------------- | ------------------- | --------------------- | ------ |
| 1.º           | Tadej Pogačar       | UAE Emirates          | 800    |
| 2.º           | Remco Evenepoel     | Soudal Quick-Step     | 640    |
| 3.º           | Giulio Ciccone      | Lidl-Trek             | 520    |
| 4.º           | Ion Izagirre        | Cofidis               | 440    |
| 5.º           | Enric Mas           | Movistar              | 360    |
| 6.º           | Pavel Sivakov       | UAE Emirates          | 280    |
| 7.º           | Lennert Van Eetvelt | Lotto Dstny           | 240    |
| 8.º           | Neilson Powless     | EF Education-EasyPost | 200    |
| 9.º           | David Gaudu         | Groupama-FDJ          | 160    |
| 10.º          | Xandro Meurisse     | Alpecin-Deceuninck    | 135    |